# Flame (Tangerine Dream)
Flame is een studioalbum, ep en soloalbum van Tangerine Dream. Het studioalbum heeft een (relatief) korte tijdsduur en wordt door de band zelf een cupdisc genoemd, hun terminologie voor een ep. Het is een soloalbum, want het enig lid op deze compact disc is Edgar Froese. Het schijfje bevat zes nieuwe en twee geremixte tracks. Het is een gelimiteerde uitgave, onbekend is echter hoeveel er geperst zijn.

## Musici
- Edgar Froese – toetsinstrumenten, elektronica, gitaar

## Muziek
Alle door Froese behalve track 6 door Froese en Christopher Franke

| Nr. | Titel                                                 | Duur |
| --- | ----------------------------------------------------- | ---- |
| 1.  | Synth affection                                       | 4:28 |
| 2.  | Pier 54                                               | 5:41 |
| 3.  | Lord Nelson                                           | 5:07 |
| 4.  | Ça va – Ça marche – Ça ira encore (remix, Orchestral) | 5:01 |
| 5.  | Timeless                                              | 4:05 |
| 6.  | Ride on the bay (remix, Atlantic Ocean versie)        | 6:18 |
| 7.  | Peddington at five                                    | 7:14 |
| 8.  | Morning star                                          | 5:01 |

CD1: Das romantische Opfer ·
CD2: Fallen Angels ·
CD3: Choice ·
CD4: Flame ·
CD5: A Cage in Search of a Bird ·
CD6: Zeitgeist EP ·
CD7: The Gate of Saturn ·
CD8: Mona da Vinci ·
CD9: Machu Picchu ·
CD10: Josephine the mouse singer ·
CD11: Mala Kunia ·
CD12: Quantum key